# Imanol Murga
Imanol Murga Sáez de Ormijana (Vitoria, 1 de enero de 1958), exciclista profesional español.
Imanol Murga fue un gran campeón ciclista profesional vasco que corrió entre 1980 y 1990. Actualmente corre con los Ángeles. Su principal logro fue una victoria de etapa en la Vuelta ciclista a España 1981. Tomó parte en 2 ediciones del Tour de Francia y 6 de la Vuelta ciclista a España.

## Palmarés
1980
- 1 etapa de la Vuelta a las Tres Provincias

1981
- 2 etapas de la Vuelta a Aragón
- 1 etapa de la Vuelta a España

1982
- 1 etapa de la Challenge Costa de Azahar

1985
- 1 etapa de la Vuelta a Cantabria

1987
- 1 etapa de la Vuelta a Asturias

1990
- Subida a Txitxarro

## Resultados en Grandes Vueltas y Campeonato del Mundo
Durante su carrera deportiva ha conseguido los siguientes puestos en las Grandes Vueltas y en los Campeonatos del Mundo en carretera:
| Carrera         | 1980 | 1981  | 1982 | 1983 | 1984 | 1985 | 1986 | 1987 | 1988 | 1989 | 1990 |
| --------------- | ---- | ----- | ---- | ---- | ---- | ---- | ---- | ---- | ---- | ---- | ---- |
| Giro de Italia  | -    | -     | -    | -    | -    | -    | -    | -    | -    | -    | -    |
| Tour de Francia | -    | 104.º | -    | -    | -    | 94.º | -    | -    | -    | -    | -    |
| Vuelta a España | Ab.  | Ab.   | -    | -    | 47.º | -    | 50.º | Ab.  | 70.º | -    | -    |
| Mundial en Ruta | -    | -     | -    | -    | -    | -    | -    | -    | -    | -    | -    |

-: No participa

Ab.: Abandono

## Equipos
- Flavia Gios (1980)
- Kelme (1981)
- Reynolds (1982)
- Orbea (1983-1986)
- Caja Rural-Orbea (1987-1988)
- Paternina-Orbea (1989)
- Artiach (1990)